# Transformările lui Lorentz
În fizică, transformările Lorentz fac conversia între două măsurători diferite, efectuate de doi observatori diferiți, asupra spațiului și timpului, atunci când un observator este în mișcare uniformă și rectilinie în raport cu celălalt. În (relativitatea galileiană) din fizica clasică, singura conversie considerată necesară era {\displaystyle x'=x-vt}, descriind cum se deplasează originea sistemului de coordonate al unui observator prin spațiu în raport cu a celuilalt, la viteza {\displaystyle v} de-a lungul axei x din fiecare sistem. Conform relativității restrânse, aceasta este doar o aproximație suficientă la viteze mici în raport cu cea a luminii, și în general rezultatul este nu doar o deplasare de-a lungul coordonatelor x; vor fi distorsionate și timpul și spațiul.
Dacă spațiul ar fi omogen, atunci transformarea Lorentz este una liniară. De asemenea, deoarece teoria relativității postulează că viteza luminii este aceeași pentru toți observatorii, trebuie să păstreze intervalul de spațiu-timp dintre două evenimente din spațiul Minkowski. Transformările Lorentz descriu doar transformările în care evenimentul de la x=0, t=0 este fix, astfel încât pot fi considerate rotații ale spațiului Minkowski. Setul mai general de transformări care include și translațiile este cunoscut sub numele de grup Poincaré.
Henri Poincaré (1905) a denumit transformările Lorentz după fizicianul și matematicianul olandez Hendrik Lorentz. Ele reprezintă fundamentul matematic a teoriei relativității restrânse a lui Albert Einstein. Transformările Lorentz elimină contradicțiile dintre teoriile electromagnetismului și mecanicii clasice. Ele au fost deduse de către Joseph Larmor (1897) și Lorentz (1899, 1904). În 1905, Einstein le-a dedus pe baza ipotezei covarianței Lorentz și a postulării constanței vitezei luminii în orice sistem de referință inerțial. 

## Transformările Lorentz pentru sisteme în configurație standard

Diagrama 1. Modificarea percepţiei spaţiu-timpului de-a lungul liniei de univers a unui observator care accelerează rapid.
În această animație, direcția verticală indică timpul iar cea orizontală indică distanța, linia punctată este traiectoria spațiu-timp ("linia de univers") a observatorului. Sfertul inferior al diagramei arată evenimentele vizibile pentru observator, iar sfertul superior arată conul de lumină- cei care pot vedea observatorul. Punctele mici sunt evenimente arbitrare din spațiu-timp.
Panta liniei de univers (deviația de la verticală) dă viteza relativă față de observator. De observat cum percepția spațiu-timpului se modifică atunci când observatorul accelerează.

Presupunem că există doi observatori O și {\displaystyle Q}, fiecare cu propriul lui sistem de coordonate cartezian pentru a măsura intervalele de timp și spațiu. O folosește {\displaystyle (t,x,y,z)} și Q folosește {\displaystyle (t',x',y',z')}.  Presupunem, mai departe, că sistemele de coordonate sunt orientate astfel încât axa x și axa x'  se suprapun, axa y este paralelă cu axa y' , și la fel și axa zcu axa z' . Viteza relativă a celor doi observatori este v de-a lungul axei comune x. Presupunem și că originea celor două sisteme de coordonate este aceeași. Dacă toate acestea sunt valabile, atunci se spune că aceste sisteme de coordonate sunt în configurație standard. O prezentare simetrică între transformarea Lorentz directă și cea inversă se poate obține dacă sistemele de coordonate sunt în configurație simetrică. Forma simetrică evidențiază faptul că toate legile fizicii trebuie să fie de așa natură încât ele rămân neschimbate sub o transformare Lorentz.
Transformarea Lorentz pentru sistemele în configurație standard este:
{\displaystyle {\begin{aligned}t'&=\gamma \left(t-{\frac {vx}{c^{2}}}\right)\\x'&=\gamma \left(x-vt\right)\\y'&=y\\z'&=z\end{aligned}}}
unde {\displaystyle \gamma ={1 \over {\sqrt {1-{\frac {v^{2}}{c^{2}}}}}},} se numește factor Lorentz.  

### Forma matriceală
Această transformare Lorentz este adesea exprimată în formă matricială astfel:
{\displaystyle {\begin{bmatrix}ct'\\x'\\y'\\z'\end{bmatrix}}={\begin{bmatrix}\gamma &-\beta \gamma &0&0\\-\beta \gamma &\gamma &0&0\\0&0&1&0\\0&0&0&1\\\end{bmatrix}}{\begin{bmatrix}c\,t\\x\\y\\z\end{bmatrix}}\ .}
sau, mai general, pentru direcțiile x, y, și z:
{\displaystyle {\begin{bmatrix}c\,t'\\x'\\y'\\z'\end{bmatrix}}={\begin{bmatrix}\gamma &-\beta _{x}\,\gamma &-\beta _{y}\,\gamma &-\beta _{z}\,\gamma \\-\beta _{x}\,\gamma &1+(\gamma -1){\frac {\beta _{x}^{2}}{\beta ^{2}}}&(\gamma -1){\frac {\beta _{x}\beta _{y}}{\beta ^{2}}}&(\gamma -1){\frac {\beta _{x}\beta _{z}}{\beta ^{2}}}\\-\beta _{y}\,\gamma &(\gamma -1){\frac {\beta _{y}\beta _{x}}{\beta ^{2}}}&1+(\gamma -1){\frac {\beta _{y}^{2}}{\beta ^{2}}}&(\gamma -1){\frac {\beta _{y}\beta _{z}}{\beta ^{2}}}\\-\beta _{z}\,\gamma &(\gamma -1){\frac {\beta _{z}\beta _{x}}{\beta ^{2}}}&(\gamma -1){\frac {\beta _{z}\beta _{y}}{\beta ^{2}}}&1+(\gamma -1){\frac {\beta _{z}^{2}}{\beta ^{2}}}\\\end{bmatrix}}{\begin{bmatrix}c\,t\\x\\y\\z\end{bmatrix}}\ .}
unde {\displaystyle \beta ={\frac {v}{c}}={\frac {\|{\vec {v}}\|}{c}}} și {\displaystyle \gamma ={\frac {1}{\left(1-\beta ^{2}\right)^{\frac {1}{2}}}}}.

### Rapiditatea
Transformarea Lorentz poate fi pusă într-o altă formă utilă introducând un parametru {\displaystyle \phi } numit rapiditate (o instanță de unghi hiperbolic) prin ecuația:
{\displaystyle e^{\phi }=\gamma (1+\beta )=\gamma \left(1+{\frac {v}{c}}\right)={\sqrt {\frac {1+v/c}{1-v/c}}}}
Echivalent:
{\displaystyle \phi =\ln \left[\gamma (1+\beta )\right],-\phi =\ln \left[\gamma (1-\beta )\right]\,}
Atunci transformarea Lorentz în configurație standard este:
{\displaystyle ct-x=e^{-\phi }(ct'-x')\ ,}
{\displaystyle ct+x=e^{\phi }(ct'+x')\ ,}
{\displaystyle y=y'\ ,}
{\displaystyle z=z'\ .}

### Expresii trigonometrice hiperbolice
Se poate arăta și că:
{\displaystyle \gamma =\cosh(\phi )={e^{\phi }+e^{-\phi } \over 2}}
{\displaystyle \beta =\tanh(\phi )={e^{\phi }-e^{-\phi } \over e^{\phi }+e^{-\phi }}}
și deci,
{\displaystyle \beta \gamma =\sinh(\phi )={e^{\phi }-e^{-\phi } \over 2}}

### Rotații hiperbolice de coordonate
Substituind aceste expresii în forma matriceală a transformării, avem:
{\displaystyle {\begin{bmatrix}ct'\\x'\\y'\\z'\end{bmatrix}}={\begin{bmatrix}\cosh(\phi )&-\sinh(\phi )&0&0\\-\sinh(\phi )&\cosh(\phi )&0&0\\0&0&1&0\\0&0&0&1\\\end{bmatrix}}{\begin{bmatrix}ct\\x\\y\\z\end{bmatrix}}\ .}
Astfel, transformarea Lorentz poate fi văzută ca o rotație hiperbolică de coordonate în spațiul Minkowski, unde rapiditatea {\displaystyle \phi } reprezintă unghiul hiperbolic de rotație.